# Coppell (Ontario)
Pour les articles homonymes, voir Coppell.
Coppell est une localité canadienne située dans le territoire non organisé de Cochrane, Unorganized, North Part dans le district de Cochrane dans la province de l'Ontario. Elle est située sur l'autoroute 583 et le chemin de fer Algoma Central au sud de Jogues.

## Annexe